# 浪曲
浪曲（ろうきょく）は、日本で明治時代初期から始まった演芸で、「浪花節」（なにわぶし）とも言う。三味線を伴奏にして独特の節と語りで物語を進める語り芸（話芸）。一つ30分ほどである。
落語、講談とともに「日本三大話芸」の一つとされ、最盛期の昭和初期には日本全国に約3000人の浪曲師がいた。その後、急速に衰え、平成以降では存亡の危機が続いているが、復興や再評価の動きもある（後述）。

## 概説
浪曲の起源は800年前とも言われ、古くから伝わる浄瑠璃や説経節、祭文語りなどが基礎になって、大道芸として始まった。浪曲は主に七五調で演じられ「泣き」と「笑い」の感情を揺さぶる。時代に翻弄されつつ、いつも人々の心に寄り添ってきた芸能である。
声を出して演じる者を「浪曲師」（ろうきょくし）と呼び、三味線伴奏者を「曲師」と呼ぶ。
一つの物語を節（ふし）と啖呵（たんか）で演じる。節は歌う部分で物語の状況や登場人物の心情を歌詞にしており、啖呵は登場人物を演じて台詞（セリフ）を話す。重視する順を「一声、二節、三啖呵（いちこえ、にふし、さんたんか）」と言う。前の二つを「声節（こえふし）」と呼び、特に重要視する。
落語は「噺す」、講談は「読む」、浪曲は「語る」芸能と言われるように、聴かせ所が異なり、三味線入りである浪曲は、都市中心に盛んになった講談・落語と比べ、鉄道網の発達と軌を一にするように、当時の最新メディアである、レコードやラジオを媒介として、都市部から地方部に至るまで全国的人気を保った。歌謡浪曲から演歌へ、人気は連綿と続く。そのため演歌と共に、「田舎臭い」「通俗的」と軽蔑的に評されることもあった。反面、伝統的叙情や鎮魂の力が備わっているとも言える。
日本国内では大衆に愛された浪曲であるが、知識人による教養主義から嫌われた。特に文学者に浪花節嫌いを公言する者は多く、蛇蝎の如く嫌われ、尾崎紅葉、泉鏡花、夏目漱石、芥川龍之介、永井荷風、三好達治、三島由紀夫らが嫌っていたことが記録に残っている。また、演芸と関わりの深い久保田万太郎の浪花節嫌いは有名であった。
一方で浪花節に好意的に言及する者もいる。二代目玉川勝太郎の『天保水滸伝』に触発されて『伝法水滸伝』を書いた山口瞳、二代目広沢虎造の『次郎長伝』に愛着を表した村松友視のほか、2017年に処女作『おらおらでひとりいぐも』で文藝賞（第54回）を受賞し、『久米宏 ラジオなんですけど』にゲスト出演した作家若竹千佐子は番組内で、虎造の影響を明言した（後に第158回芥川賞受賞）。テレビ界では著書で幼少時に浪花節に親しんだことを明かしている演出家鴨下信一、演芸界では『ラジオビバリー昼ズ』でネタにするなど、玉川福太郎一門と国本武春を中心に浪曲を話題にし続けた放送作家高田文夫がいる。また舞踏家の田中泯は福太郎が読む『森の石松』に合わせて踊るというパフォーマンスを披露したこともある。
物語の内容から、転じて「浪花節にでも出てきそうな」という意味で、言動や考え方が義理人情を重んじ、通俗的で情緒的であることを俗に「浪花節的な」あるいは単に「浪花節」と比喩する。
思わず真似をして唸りたくなる節回しという間口の広さと、その実うまくなるには鍛錬を要する奥の深さを同時に持つ。近接した芸能を（郷土芸能も含め）どん欲に取り込み、浪曲師が節の運びなどに各人各様の創意工夫をすることで発展した。節回しの自由さ、融通無碍ぶりが大きな特徴である。竹本義太夫が決定打であった義太夫節や鶴賀新内の新内節のような、様式を決定付ける存在は未だ出ていない。
浪曲（浪花節）の実演を表す動詞には様々あり、「うなる」「語る」「読む」「うたう」「口演する」などがある。使用する局面によって多少使い分けているが基本的に同じ意味である。
台本は存在するが譜面はなく、浪曲師と曲師の呼吸が合うかどうかが重要であり、春野恵子の説明によれば「浪曲師と曲師が舞台で繰り広げるやりとりは「ジャズのセッションのよう」とも言われ、そのライブ感が浪曲の魅力」である 。
三味線の伴奏者（相方）のうち、主たる相手は「相三味線（あいじゃみせん）」と呼ばれる。浪曲の三味線は太棹を用い、調弦は三下り（さんさがり）にする。小ぶりの撥で弾く。上方では曲師とギター奏者がつくこともある。
男女共に古くから活躍する芸能である。およそ伝統的とされる日本の芸能の中で、男女が全く対等に活躍できるものは数少ない。
テレビ時代に浪曲そのものは動きが地味で対応できなかったが、他ジャンルをブレンドして生き延びた。
現在、浪曲の定席（常打ちの寄席）は、東京都台東区浅草の「木馬亭」と大阪府大阪市天王寺区の「一心寺門前浪曲寄席」、大阪府大阪市港区の「みなと浪曲寄席」で聴ける。他に東京では永谷の演芸場などで浪曲公演が毎月ある。
中でも、東京・渋谷で毎月開催されている「渋谷らくご」（シブラク）に浪曲師が1枚必ず加えられ、若い世代に浪曲が伝わってきており、近年、長い低迷期から抜け出したとされるが、昭和から平成にかけて浪曲公演を扱うプロモーターや興行師の世代の大多数が消え、大規模な地方公演などは消滅したままである。
浪花節の複雑で、結局、つかみ所のない魅力は「鵺」（ぬえ）に度々たとえられる。
日本国内（内地）から国外への殖民・移民が第二次世界大戦前を中心に盛んに行われたが、それに伴う浪曲の普及は結局、日本人及び日系人社会に留まり、人種社会を超えた広がりを持たなかった。
なお、講談などの二次的著作物であるかの点で争いの種は消えない。

## 歴史
「浪花節」という字面だけを見て関西で出来た物である、と短絡をするのは以下にみるように誤りである。注意されたい。芸としての源流が関西にあるとしても、その源流は前進の芸能、デロレン祭文のように関東にもある。「浪花節」という名は東京発である。また、落語のように東西差はあまり無く、桃中軒雲右衛門や二代目広沢虎造のように東西を股に掛けた交流、旅回りが浪曲の歴史の重要な部分と言える。また第二次世界大戦のとき「戦いの歌」として浪曲が喧伝されたのは周知のことである。

### 形成期から、芸としての成立へ
浪曲は、いずれも願人が多く演じていた、「ちょぼくれ＝ちょんがれ」（阿呆陀羅経）を基礎にデロレン祭文（貝祭文）など近接する門付諸芸が徐々に合流し、同じく源流を共にする説経節の影響を受け、大道芸として始まった。幕末期、特に大坂では、さらに講談などの影響から複雑な語り物を扱う「ちょんがれ節」に転化した。成立に先行する文化・文政年間、大坂など上方の浪花伊助（なにわ いすけ）が、阿波浄瑠璃、祭文、春駒節、ほめら等を取り入れて「浮連節（うかれぶし）」と名付け、新しく売り出した芸を源流とするが、伝説である。後述する雲右衛門が「浪花節」の名で関西で口演した後、明治36年以降も大阪の芸人は「浮れ節」で登録があった。大阪でも「浪花節」になるのは大正12年である。大阪から西の地方では「浮かれ節」という呼び方が主であった。中村幸彦の研究により、大阪の浮かれ節は明治4年より前には寄席出演を果たしている事が判明している。
横浜・本牧のヒラキで祭文を語って活躍していた青木勝之助（後に美弘舎東一。玉川派の祖）が、寄席進出の運動に私費を全て投じ、東京・四谷の寄席「山本亭」に出演したことを嚆矢とする。浪花節は差別され、組合結成後も寄席への出演は容易にはかなわず、相変わらず浅草・奥山、両国広小路や上野山下、神田筋違、秋葉っ原、八丁堀三角、銀座采女が原、桜田久保町の原、下谷佐竹っ原、本所津軽っ原といった盛り場のヒラキがその中心であった。東京における浪花節の成立・同業組合の結成・寄席出演の時期は諸説ありはっきりせず、明治12年までには遊芸人の鑑札を得ていたようである。また「浪花節」と称したグループだけでなく、周辺芸能と推定されている「歌祭文節」「都節（一中節ではない）」「七色節」などが、それぞれに盛り場のヒラキで活動し、勢力を維持していた。唯二郎『実録浪曲史』によれば、1882年（明治15年）（当時の浪花節組合頭取は芝新網の藤本清助と芝浜松町の春日井善太郎の2名）から1888年（21年）に至るまで「浪花節」より「七色節」の芸人の数が大きく上回っていた。それが、1891年（明治24年）を境として情勢は一変し、「七色節」の人数は激減する。「都節」「歌祭文節」も減少し、「浪花節」だけが微減にとどまった。なお、当時の浪花節は芝新網、七色節は浅草、神田に多く、また、七色節は浪花節と大差はなく、あわせて越後の五色軍談との関連性が指摘されている。この頃、春日井から組合頭取を引き継いだ浪花亭駒吉は、講釈の昼席に通い演題を仕入れ、また説経節の日暮龍卜に節調を習うことで、相三味線の戸川てるとともに、浪花節という芸の向上に努め、後に「関東節の祖」と呼ばれるようになる。
当時は、釈台を前に着流し姿で裾をはしょる姿で、説経節に伝わる「小栗判官」や「刈萱」などの寺社縁起物、「鬼神のお松」「八百屋お七」などの巷間に残る語り物などが主に演じられ、「風呂帰りの手ぬぐいを肩にしたその日稼ぎの勤労者」が聴いているというのが普通の寄席風景だったという。また1889年（明治22年）における大阪・名護町の寄席では「まだ大道芸時代の猥雑な雰囲気を残す小屋の中で演じられている浮かれ節は「暁天星五郎、新門辰五郎、国定忠治」といった侠客物や白浪もので」あった。
また、吉川小繁（後の桃中軒雲右衛門）は、この時期ヒラキに出ていた。新聞紙上で自身が連載にて告白した所によれば、浪花亭浜勝（駒吉の弟子）の手下として三度ボリ（山場で3回集金に回ること）をしたという。

### 寄席芸としての隆盛期
その後、山の手の端席から都心の大きな寄席への進出が盛んになっていく。しかし、職域を侵され始めた講談や落語からは「ご入来」と蔑視されていた。

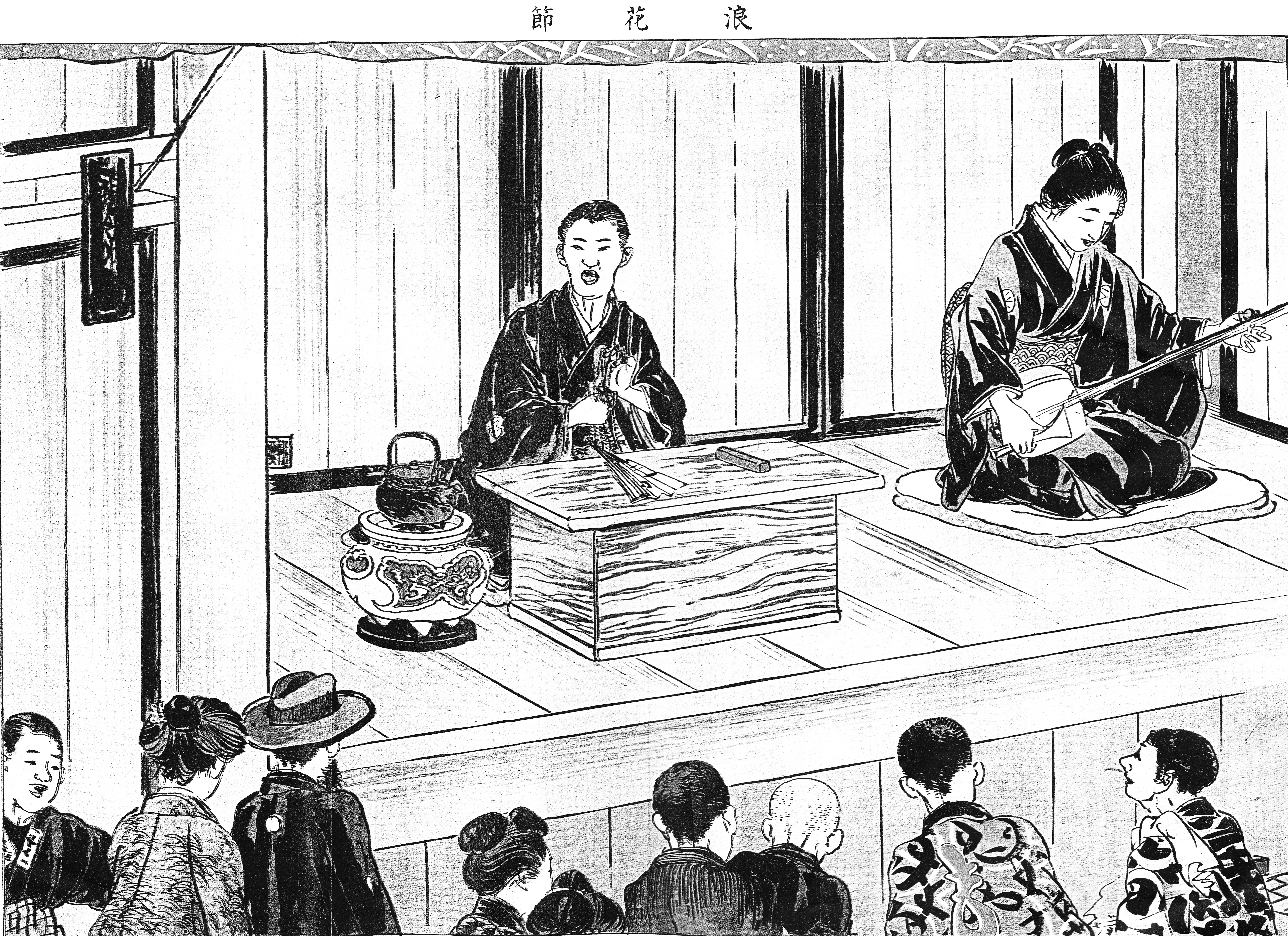
浪花節の寄席で口演風景

大阪でも浮かれ節専門の寄席（1884年（明治17年）から1889年（明治22年）にかけて、天満「国光席」、松島「広沢館」、千日前「愛進館」など）や浮かれ節の組合（岡本義治の版権問題に対応する必要から愛国社を明治28年に結成。のちの「親友派組合」から親友協会に至る）ができた。
1892年（明治25年）頃には、浪花節の寄席定着があり、東京では勢いが増す。落語や講談と紛争が起きている。明治26年に講釈師・落語家と浪花節語りとの合同演芸会が遊楽館で企画されたが、講談・落語側が共演を拒否。手打ちとして1894年（明治27年）2月10日・11日、神田「錦輝館」にて三派大集演芸会が開かれる。（落語柳連）三代目春風亭柳枝、初代談洲楼燕枝、（浪花節連）初代鼈甲斎虎丸、浪花亭駒吉、（落語三遊連）四代目橘家圓喬、初代三遊亭圓遊。
1897年（明治30年）、斎藤緑雨がその作品『おぼえ帳』に書いた頃には、都心の東京日本橋葺屋町（元吉原そば）の「大ろじ」に浪花節が出演し、駒吉や、門下の浪花亭峰吉や浪花亭愛造の活躍もあり、1900年（明治33年）には、東京市内の寄席120軒のうち53軒が浪花節を主にかける（定席）までに勢いを増す。従来「御入来」（ごにゅうらい）と言われ、代名詞として蔑まれた要因でもあった外題付け（物語の導入部）を、主題ごとに改め、物語の内容を改良し、衣装を黒紋付袴姿にするなどして芸格を上げる。
このように明治中期には東西で、主任を務める形の寄席芸としての地位が確立された。
東京の浪花節には増えた出番を求めて、名古屋（早川辰燕、初代鼈甲斎虎丸、末広亭清風など）や大阪（京山大教、京山恭為など）から浮かれ節語りが続々と上京・参入する。出番を巡って神田「市場亭」や芝「伊皿子亭」などの有力席亭主側と関東の地元芸人側で対立し、芸人を中心に「関西派（神田組）」と呼ばれる愛進舎（辰燕、虎丸、清風、三河家梅車、二代目吉川繁吉（後の雲右衛門）など）と「関東派（浅草組）」と呼ばれる共盛会（浪花亭一派、初代東家楽遊、武蔵家嘉市、春日亭清吉など）に分かれ、この構図はさらに分派を産みながら大正時代も続く。
また別の流れとして、熊本県から九州一帯を制覇していた「糸入り軍談」美当一調が1898年（明治31年）に上京し、九段の偕行社にて、東宮他皇族、各大臣、陸軍将校の前での公演を、1902年（明治35年）には6月18日から6日間、東京・銀座歌舞伎座で浪花節関連では初の公演をしている。昼夜二回にわたり教育活動写真と合わせて、日清戦争談や北清事変を口演（神田錦輝館、明治座でお名残公演を行っている）。。明治39年末にも上京、浪花節連の助演を得て慈善公演する。
1903年（明治36年）、愛造は浪曲界で初めてのレコード盤吹き込みをする（当時はSPレコード）。
1906年（明治39年）には東京で浪花節人気が大きく盛り上がり、10月には『都新聞』の演芸三傑の投票があり（芸能界の人気投票は明治時代には既に盛んであったわけである）、その年の流行をまとめた「エスペラントと浪花節」という言葉が新聞に踊った。この頃、名古屋を中心に大流行した（説経）源氏節がある。

### 雲右衛門の凱旋・劇場芸・レコード
日露戦争勝利の余韻もまだ冷めない1907年（明治40年）、三河家梅車の妻お浜との駆け落ちにより雌伏し、突如弟子入りを志願してきた大陸浪人の宮崎滔天を配下にしていた桃中軒雲右衛門が、総髪、紋付袴姿で屏風を背に、「不弁」と言うのみで（つまり外題付けも無しに）いきなり本題に入るという新演出、「武士道鼓吹」を旗印にし、演目は玄洋社の助力により台本内容を高めた義士伝ばかりという新機軸で、一息が非常に長い「三段流し」を駆使し、研鑽の地・九州（炭坑夫、港湾労働者から火が点き、それまで多く行なっていた慈善興行（美当一調を踏襲している）により上流・中流の婦人に人気があったという）から神戸（有栖川宮妃の御前口演もあった）、大阪、京都と東上しつつ続々と沸かせてゆく。それが新聞記事により大きな話題になる中、ついには6月、東京の大劇場本郷座に進出、27日もの間、連日3時間以上の長講、2500人収容の劇場を超満員にする。風雲児・雲右衛門により、人気は大衆的なものから、当時から浪花節を嫌悪していた上流・中流層にまで広がり、世を席巻する。雲右衛門のインパクトは強く、浪曲のスタイル確立へ大きく影響した反面、居丈高なイメージも浪曲の一般的なイメージ形成にいまだ影響を与えて続けている。
直後の1908年（明治41年）2月、大阪の吉田奈良丸も対抗するように「日本一」の呼び声を伴い東上し、新富座に出演、さらに11月には初代京山小円も同座に上がるなど、寄席芸として定着してわずか20年ほどの新興演芸・浪花節は、一気に千人以上の客席を埋めることが出来る劇場芸能となる。
雲の東上後に桃中軒如雲、天中軒雲月、篠田実、山田芳夫、梅中軒鴬童などが「天才少年」として全国から続々登場し、それぞれ人気を呼ぶ。
こうして浪花節は、明治末期には落語や講談をはるかにしのぐ人気となる。明治38年には東京の浪曲師の数が落語家や講談師を抜き、明治40年には448名とピークを迎える。落語家の2倍強、講談の4倍弱である。当時の寄席読みの名人としては、東西に一心亭辰雄、春日亭清吉、初代東家楽遊改め悟楽斎三叟や岡本鶴治（おかもと かくじ）などがいる。
奈良丸のレコードが発売され、代名詞となった「日本一」の流麗な語りで、合わせて売上50万枚に及び、誕生間もない日本のレコード・蓄音機の全国的普及に大きな貢献を果たす（この時期以降の浪花節（浪曲）の人気者は数多く吹き込み音源化されている）。その後、三河屋円車の『どんどん節』や、奈良丸のメロディを使った俗曲『奈良丸くずし』またこの時期、落語や講談から一足遅れで、浪花節でも速記本が多数出版される。ちなみに当時（1912年）、浅草寺の境内（薬師堂脇）で見世物の一つとして聞くことが出来た蝋管レコード屋の浪花節（木村重松、浪花亭愛造、鼈甲斎虎丸等の節まね）その演目は「中山（堀部）安兵衛、赤垣源蔵、大岡政談、五寸釘寅吉、鍋島猫騒動、雷電小野川、国定忠治、安中草三郎、宮本六三四（武蔵）、天一坊、桂川力蔵、幡随院長兵衛、檜山大作、明石仁王、宮本左門之介、桜川五郎蔵、御笑、山中鹿之助、鼠小僧、姐妃お百、河内山宗俊」というものだった。講談が盛んに取り入れられ、義士伝が浪花節の演目として加わり始めていた。
そんな中で1913年（大正2年）、『講談倶楽部』の臨時増刊『浪花節十八番』刊行に当たり、講釈師連と出版元・講談社の対立も起きる。また、この時期、関東では浪花節の名の元となった言われるほどの名門浪花亭から重勝、重松、重友、重正など木村一派が独立する騒動が起きる。
1904年7月4日、大審院は、桃中軒雲右衛門の海賊版レコードの著作権違反事件で、浪花節は著作権法上の音楽的著作物でないと判定し、損害賠償請求をも否定した。
「浪花節」が「浪曲」と呼ばれ始めたのは新聞紙上で、その後徐々に広まり、昭和に入ってから「浪花節」の呼び名に取って代わるようになる。この頃から多くの浪曲師により忠臣蔵が浪花節で演じられる。あまりに義士伝ばかりがかかるため、「義士伝禁止」の貼紙が楽屋に掲げられたり、当時の川柳に「武士道も ついに彼らに 鼓吹され」と言われたりするほどで、その内容は、武士道に拍手をする民衆の視点よりも、武士道それ自体の宣伝にと視点が変わっていった。わかりやすさを買われて浪花節は早くより民衆教化に利用され、1919年（大正8年）、国民思想統一を旗印に古賀廉造らの肝煎りで「通俗教育研究会」が結成され、翌1920年（大正9年）の第1回国勢調査で大阪市・東京市の要請を受け、宣伝と説明の役を担う。また、当時盛んに行われ急増した海外移民に対する排日感情が高まる中、移民を追って奈良丸を始めとした浪曲師たちにより、樺太、台湾、朝鮮、満州はもちろんのこと、ハワイやアメリカ合衆国本土、ブラジルまで海外巡業が行われるようになる。
1917年（大正6年）、長崎県神浦村で、浪花節興行が行われていた小屋が火事になり、93人が死亡する事故が発生した。焼失した小屋はむしろ掛けであり当時の地方興行の様子がうかがえる。
一時停滞した浪花節も、前記の三巨頭の次の世代、三代目鼈甲斎虎丸、東家楽燕、木村重友で「三羽烏」、さらに初代天中軒雲月を加え、四天王と称される。1923年（大正12年）、関東大震災の後、篠田実のレコード『紺屋高尾』が空前の大ヒットを飛ばす。寄席は、内容が飛躍的に充実していく活動写真（映画）に興行的に押され始める。弁士に転向した例も多くあったという。
一握りである劇場読みの大家は、大きな資産を持つほどになるが、多くの無名浪曲師は地方巡業や寄席出演で糊口を凌ぐ。大家の偽物や紛らわしい芸名のエピソードも数多くあった。
以下は、1919年（大正8年）に関西のオリエントレコードを傘下にし、日本の蓄音器レコード界の最大のメーカーとなったニッポノホン（日本蓄音器商会。現・日本コロムビア）総目録（1926年（大正15年）5月発行）のジャンル別内訳である。
| ジャンル            | 発売枚数 | 代表作品 |
| ------------------- | -------- | --- |
| 童謡                | 37       | 「十五夜お月」本居みどり子など |
| 独唱唱歌            | 74       | 「埴生の宿」原信子、「シューベルトの子守唄」三浦環など |
| お伽歌劇            | 29       | 「一寸法師」など |
| 歌劇劇歌            | 13       | 「ゴンドラの唄」松井須磨子、「カルメンの唄」中山歌子など |
| 吹奏楽管弦楽        | 42       | 「君が代行進曲」海軍軍楽隊、「ダニューブ・ワルツ」「軍艦行進曲」陸軍戸山軍楽隊など |
| 独奏                | 15       | ＜ヴァイオリン＞「ミニュエット」＜ベートーヴェン＞カスリーン・パーロウなど |
| ハーモニカ          | 37       | 「ラ・パロマ」「越後獅子」川口章吾など |
| 合奏                | 11       | ＜和洋合奏＞「新内流し」「奴さん」など |
| 尺八                | 30       | ＜都山流、琴古流＞など |
| 琵琶                | 117      | ＜錦心流、筑前琵琶、高峰琵琶＞など |
| 謡曲                | 21       | 「隅田川」宝生九郎など |
| 長唄                | 116      | 「娘道成寺」芳村伊十郎など |
| 清元                | 55       | 「神田祭」喜久太夫など |
| 常磐津              | 33       | 「将門」松尾太夫など |
| 新内                | 13       | 「蘭蝶」富士松加賀太夫など |
| 歌沢                | 16       | 「夕ぐれ」歌沢寅右衛門など |
| 端唄小唄            | 64       | 「都々逸」「大津画」「さのさ」「海晏寺」「鬢のほつれ」「御所車」※なお次項に「俚謡」の部があるが、端唄小唄の部に「鴨緑江節」「汐来節」「仙台節」「木曽節」「大島節」などが混載されている。 |
| 俚謡                | 64       | 「安来節」三津島勝子、「磯節」関根安中、「追分」「八木節」など |
| 歌舞伎劇            | 43       | 「与話情浮名横櫛」尾上梅幸など |
| 映画説明            | 10       | 「アントニーとクレオパトラ」染井三郎ほか |
| 太神楽、 阿呆陀羅経 | 11       | 「伊勢音頭」梅坊主など |
| 落語                | 28       | 「そこつ長屋」柳家小さんなど |
| 浪花節              | 207      | 東家楽燕、吉田奈良丸、天中軒雲月、篠田実、桃中軒雲右衛門など |
| 義太夫              | 74       | 「寺子屋」竹本南部太夫など |

### ラジオの登場・戦時協力

#### 日本放送協会の発足
ラジオ放送が始まると、1925年（大正14年）演芸の一つとして初めてラジオに登場。5月15日、試験放送中の大阪放送局(BK)に宮川松安の浪花節。関東は開局から3ヶ月遅れでAKに春日亭清吉が登場する。
| 月.日 | 種目     | 題名       | 出演者     |
| 3.2   | 落語     | 女のりんき | 柳亭左楽   |
| 3.5   | 講談     | 大瀬半五郎 | 神田伯山   |
| 3.11  | 映画物語 | 噫無情     | 熊岡天童   |
| 4.14  | 民謡     | 追分節     | 小林孝江   |
| 6.8   | 浪花節   | 柳生二蓋笠 | 春日亭清吉 |
| 6.13  | 浪花節   | 荒木東下り | 浪花亭峰吉 |

| 回数 | 演題                 | 回数 | 演題               | 回数 | 演題              |
| 82   | 大石内蔵助           | 28   | 慶安太平記         | 14   | 堅田落            |
| .    | 南部坂（20回）       | 28   | 清水次郎長         | 14   | 太閤記            |
| .    | 山鹿護送（14回）     | 25   | 塩原多助           | 13   | 天保六花撰        |
| .    | 山科妻子別れ（14回） | 24   | 伊達騒動           | .    | 河内山宗俊（7回） |
| .    | 大石東下り（7回）    | .    | 伊達大評定（11回） | 13   | 明石の切捨        |
| .    | 久馬御薬献上（6回）  | 23   | 水戸黄門記         | 13   | 安宅の関          |
| 38   | 堀部安兵衛           | 22   | 夕立勘五郎         | 12   | 夕立勘五郎        |
| .    | 安兵衛婿入（12回）   | 21   | 寛永三馬術         | 11   | 加賀騒動          |
| .    | 孝子迷の印籠（9回）  | .    | 間垣平九郎（6回）  | 11   | 大西郷            |
| 22   | 赤埴源蔵             | 19   | 天保水滸伝         | 11   | 明治の裁判        |
| 21   | 天野屋利兵衛         | 19   | 壷坂霊験記         | 11   | 五郎正宗伝        |
| 304  | 義士伝関係総計       | 18   | 金比羅利生記       | 10   | 成田利生記        |
| 68   | 乃木将軍             | 18   | 柳田格之進         | 10   | め組辰五郎        |
| .    | 辻占売り（11回）     | 17   | 国定忠治           | 10   | 小金井小次郎      |
| .    | 塩原温泉（5回）      | 17   | 祐天吉松           | 10   | 幡随院長兵衛      |
| 39   | 寛政力士伝           | 16   | 桜川五郎蔵         | 10   | 柳生日記          |
| .    | 谷風情角力（6回）    | 16   | 有馬猫騒動         | .    | 柳生二蓋笠（5回） |
| .    | 雷電（20回）         | 16   | 安中草三郎         | 10   | 荒木又右衛門      |
| .    | 越の海勇蔵（5回）    | 15   | 紀国屋             | 10   | 源平盛衰記        |
| 30   | 佐倉義民伝           | 15   | 橘 英夫            | 10   | 関取千両幟        |
| 30   | 大岡政談             | 14   | 左 甚五郎          | .    |                   |
| .    | 越後伝吉（10回）     | 14   | 召集令             | .    |                   |

昭和初期のラジオの浪曲の演題を参考に提示する。これは三局時代のあと、全国中継が可能になった昭和4年から7年までの各放送局の合計である。
その日本放送協会（のちのNHK）ネットワークの完成で浪花節の人気は全国的に広まる。
| 地方   | 一位   | 二位         | 三位         | 四位 | 五位         |
| ------ | ------ | ------------ | ------------ | ---- | ------------ |
| 関東   | 浪花節 | 講談         | 落語・人情噺 | 琵琶 | 里謡・民謡   |
| 関西   | 浪花節 | 落語・人情噺 | 講談         | 琵琶 | 義太夫       |
| 東海   | 浪花節 | 義太夫       | 落語・人情噺 | 講談 | 琵琶         |
| 中国   | 浪花節 | 琵琶         | 義太夫       | 謡曲 | 里謡・民謡   |
| 九州   | 浪花節 | 謡曲         | 義太夫       | 琵琶 | ラジオドラマ |
| 東北   | 浪花節 | 里謡・民謡   | 講談         | 琵琶 | 謡曲         |
| 北海道 | 浪花節 | 里謡・民謡   | 謡曲         | 琵琶 | 講談         |

浪曲は昭和初年においては庶民に支持され、1932年（昭和7年）に実施された「全国ラジオ調査」では、ラジオ聴取者の好む番組の第一位は浪曲で、全体の57パーセントを占めた。肉弾三勇士事件が起きると、熱狂の中、他の芸能と先を競うように寿々木米若、三代目吉田奈良丸、初代木村友衛などがいち早くレコード化をする。昭和9年頃から浪花節の慰問が増え始めたという。この時期、東家楽燕を校長として、日本浪曲学校が設立され、のちの三波春夫が入学している。
「忠君愛国」「義理人情」を賛美した演題が国民教化に利用される。より一層ラジオで放送され、七五調に乗った平易な節調と軽快なセリフ(啖呵）がもてはやされて、庶民の人気を博した。浪花亭綾太郎の壺坂霊験記、二代目広沢虎造の清水次郎長伝、二代目玉川勝太郎の天保水滸伝、寿々木米若の佐渡情話、三門博の唄入り観音経、初代春日井梅鴬の赤城の子守唄などが次々と一世を風靡し、戦前まで全盛を迎える。
[参考]総レコード制作枚数
昭和12年7月1日～昭和13年6月末日の統計。
単位：万枚（見込に過去の手持ち売りさばき分含む）
| メーカー   | 総制作枚数 | 売上見込枚数 |
| ---------- | ---------- | ------------ |
| コロムビア | 603        | 601          |
| ビクター   | 418        | 337          |
| ポリドール | 339        | 260          |
| テイチク   | 226        | 220          |
| キング     | 143        | 88           |
| タイヘイ   | 201        | 130          |
| アサヒ     | 41         | 46           |
| ショウチク | 85         | 85           |
| コッカ     | 37         | 31           |
| 福永       | 32         | 30           |
| コムパル   | 3          | 3            |
| ニッポン   | 8          | 6            |
| 合計       | 2136       | 1836         |
| 1ヶ月平均  | 178        | 153          |

原典:『出版警察報』第113号、1938年（昭和13年）9月。出典:『近代日本芸能年表 下』p.190
また、二代目天中軒雲月（戦後に伊丹秀子に改名）の七色の声で「杉野兵曹長の妻」や「九段の母」が大ヒットする。当時の軍人政治家は浪曲好きが多く、歴代総理大臣の趣味は浪花節と相場は決まっていたという。例として林銑十郎など。
「一人一芸」「個人芸」と巷間いわれるほど、浪曲師各自の節の個性が人気や知名度、さらに収入に直結し、浪曲の寄席は東京において、徐々に減り続け、次代育成機能を持つ場は戦中期に、音羽座から浅草・金車の一軒ぐらいになる。一方レコードやラジオによる全国的知名度の獲得と収入、浜町明治座や京橋新富座、京都南座、大阪道頓堀角座など以前より馴染みの劇場だけでなく、銀座歌舞伎座をはじめとした一流大劇場での独演会や浪曲大会での大収入、知名度を生かした地方の地方巡業といった後の演歌にも類似した構造があらわになる。
浪花節と同様の演題を持ち、大家がラジオ出演を重ねた講談や、禁演落語などにより時節柄、下火になるが、戦後に大きく復活・興隆する落語（戦中期には講談落語協会として統合される）とは対照的に、当時最新の新興芸能であった漫才などと共にもてはやされ（わらわし隊などの慰問団）隆盛を迎える。

#### 軍事協力・愛国浪曲
1940年（昭和15年）8月16日、広沢虎造映画出演問題を巡っての、浅草田島町殺傷事件は、浪曲家の伝統生活中の、最も悪質に属する部分のあらわれと見てよい。
総動員体制の中、戦争協力の促進を企図し国威発揚のために「浪曲向上会」（1941年5月27日発足、斎藤瀏が会長）が結成され、多くの浪曲師や作家が動員される。愛国浪曲が情報局・大政翼賛会の肝いりで続々作られることとなる。
- 愛国浪曲発表大会（愛国浪曲原作集等より[166][167][168][169][170][171][注釈 47])

1940年11月26日-28日（3日間）明治座
1940年11月26日-29日（4日間）浅草松竹座
1940年11月28日-29日（2日間）横浜宝塚劇場
1940年12月下旬 大阪中座
- 長谷川伸「函館紺血碑」[172] - 広沢虎造
- 長田幹彦「涙の船唄」[173] - 寿々木米若
- 白井喬二「筑紫の博麻呂」-[174] 東家楽燕
- 武田麟太郎「天下の糸平」[175] - 玉川勝太郎#2代目
- 久米正雄「血を嗣ぐもの」[176][177] - 冨士月子
- 藤森成吉「長英の新出発」[178]（「傷痍」に差し替え） - 春日井梅鴬#初代
- 子母沢寛「十四日の月」[179] - 木村友衛#初代
- 尾崎士郎「村上六等警部」[180] - 酒井雲
- 長谷川時雨「桜ふぶき」 - 二葉百合子
- 浜本浩「東天紅」[181] - 京山幸枝
- 佐藤春夫「大場鎮の一夜」[182] - 梅中軒鴬童
- 倉田百三「お礼詣りする父娘」[183]（「まごころ」に差し替え） - 宮川松安
- 三上於菟吉「雲に鳥無常剣」[184] - （演じ手無し）
- 菊池寛「近衛篤磨」 - 松風軒栄楽
- 木村毅「シンガポールの白梅」 - 東武蔵
- 土師清二「近江商人」[185] - （演じ手無し）
- 吉川英治「大楠公夫人」[186] - 吉田大和丞
- 富沢有為男「諏訪湖の蘆」[187] - 京山小円嬢#初代
- 竹田敏彦「少年街の勇士」[188] - 日吉川秋水#初代
- 大木惇夫「荒地」[189] - （演じ手無し）

愛国浪曲は、それまでとかく低俗、下品なものとされてきたことへの対抗する路線の延長線上にあり、一つの集大成でもあった。また、軍事ものを売りにしないタイプの浪曲師も総動員をかける形で開かれた。試みは概ね定着せず、しかし結果的に浪曲は、先の大戦で積極的に加担した芸能としても記憶された。
丸の内帝国劇場は、情報局に講堂として接収され、1941年（昭和16年）1月30日に愛国浪曲試聴会。1942年5月、軍用機献納浪曲大会。浪曲動員協議会、浪曲作家協会の結成を経て、浪曲向上会が情報局・NHKの後援のもとに1942年10月1日に国民浪曲賞を設定する。また1943年（昭和18年）12月30日に帝劇で「芸能従軍壮行 浪曲大会」。出演は春日井梅鴬、広沢虎造、梅中軒鴬童、寿々木米若。戦中の1943年には、浪曲師の数はピークを迎え、東京だけで約千名、全国的には3千名近くいたという。要約である。より詳細は唯二郎『実録浪曲史』 p.95-141（1940年から1945年敗戦まで）を参照のこと。1945年（昭和20年）5月、「一億憤激米英撃滅浪曲」台本発表、これらの新作の多くはNHKの国民浪曲として放送され、レコード化された。

### 戦後の復活・民放発足によるラジオ浪曲のブーム
1945年（昭和20年）太平洋戦争敗戦後は一転、GHQに「前時代的、反動的」と他の演芸と同様に疎まれる存在となる。しかし、その体制下でも地方巡業を中心にした大家は「所得番付」に多く顔を出すなど、農漁村を中心に根強い人気を維持する。
1951年（昭和26年）の民放ラジオの登場と共に、その根強い大衆的人気から、二代目広沢虎造の俗称「虎造アワー」や、新進浪曲師国友忠の「銭形平次」、二代目広沢菊春の「姿三四郎」などの連続浪曲読み番組、素人の浪曲のど自慢番組（ラジオ東京浪曲天狗道場など）が続々と編成され、全国放送のNHKも巻き込んだラジオ浪曲のブームとして昭和30年代初頭に再び最盛期を迎える。大阪では先行する民間放送2社が熾烈な争いをする中、共同でNHKを含めた聴取率調査が行われ、ABC（朝日放送）「漫才学校」57.5%.NJB(のちの毎日放送)「浪曲ごもくめし」44.8%.同NJB「浪曲演芸会」41.3%.と漫才と並んで浪曲が大人気で当時の好みがわかる。トップ20にはABCが9本、NJB8本、NHK3本と入っていて既に民間放送がNHKを凌駕していた。
| 曜 | 番組名             | 放送局     | 聴取率 |
| -- | ------------------ | ---------- | ------ |
| 火 | 浪曲天狗道場       | ラジオ東京 | 23.8%  |
| 木 | 浪曲学校           | 文化放送   | 12.8%  |
| 月 | 浪曲十八番集       | ラジオ東京 | 11.4%  |
| 火 | 歌のパラダイス     | ラジオ東京 | 10.3%  |
| 木 | 歌謡ベストテン     | 文化放送   | 10.0%  |
| 土 | 浪曲次郎長伝       | ラジオ東京 | 9.8%   |
| 木 | 私と貴方の三つの歌 | 文化放送   | 9.6%   |
| 火 | 歌の風車           | ラジオ東京 | 9.4%   |
| 日 | 浪曲歌合戦         | 文化放送   | 9.2%   |

民放ラジオ番組の聴取率ベストテンに5つもランクインする。「浪曲天狗道場」は1957年度（昭和32年）に断トツの聴取率23.8%を記録する。再びお茶の間を席巻し、巷間で「銭湯に行けば、虎造の『〽旅ゆけば』を真似した声が湯船で必ず聞こえる」と言われたのは戦後のこの時期であった。また当時の子どもはみな、虎造の「〽旅行けば～」や二代目玉川勝太郎の「〽利根の川風たもとに」といった外題付けを知っていた。
昭和30年代中頃までは、どんな小さい街にも劇場があり、ほとんどは映画館である。街によっては芝居小屋もあった。芝居小屋がなくても映画館には芝居がかかったり、浪花節（浪曲）や流行歌の公演がおこなわれたりもしていた。公民館や体育館などでも、よくそういう芸能公演があった。レコード吹込みやNHK・民放ラジオ・映画というメディアに露出する一握りの浪曲師に人気が集中する一方、この時期にもまだ浪曲の門付けをしたという証言が複数あるなど、ラジオ浪曲のブームに乗らない大半の浪曲師は、高度成長の開始とともに衰退していく。
銀座歌舞伎座、大阪文楽座、浅草国際劇場など大劇場で戦前に引き続き「浪曲大会」が定期的に開かれるなどする。

### 衰退
| 西暦 | 民放R 局数 | ラジオ 普及率 | 民放T 局数 | テレビ 普及率 |
| ---- | ---------- | ------------- | ---------- | ------------- |
| 1951 | 9          | 58.6%         | -          | -             |
| 1952 | 21         | 63.6%         | -          | -             |
| 1953 | 45         | 70.4%         | 1          | 0.1%          |
| 1954 | 59         | 75.2%         | 1          | 0.3%          |
| 1955 | 62         | 73.8%         | 2          | 0.9%          |
| 1956 | 80         | 77.8%         | 4          | 2.3%          |
| 1957 | 88         | 81.2%         | 6          | 5.1%          |
| 1958 | 100        | 81.3%         | 27         | 11.0%         |
| 1959 | 104        | 74.7%         | 47         | 23.1%         |
| 1960 | 115        | 57.2%         | 61         | 33.2%         |
| 1961 | 124        | 45.8%         | 82         | 49.5%         |

この辺りは、同時平行的に記述するため、注意されたい。
民放の発足ともに始まった最後の大ブーム、ラジオ浪曲のブームは急激なラジオ離れで、10年程で去るが、NHKは粘り強いサポートを続け、現在まで続くラジオ番組「浪曲十八番」だけでなく、台本作家や若手浪曲師の育成機能までを一時担うようになり、新作の発表数は一時的に増えた。毎月公演の形で開催していたNHK浪曲研究会は17年間の歴史を重ね、1972年（昭和47年）3月25日に終了した。後継として「NHK東西浪曲大会」を開催。
歌謡浪曲スタイルの大流行はあったものの（1972年（昭和47年）には二葉百合子が吹き込んだ「岸壁の母」がロングヒット）、戦後の寄席は大阪では、空襲から辛うじて焼け残った飛田筋・天王寺館、今里・双葉館、九条・若春館のみ残り、東京は全て無くなり、東京は1952年（昭和27年）8月に上野「桜亭」、1955年（昭和30年）8月13日に南千住「栗友亭」が唯一の浪曲寄席として開場するが、長くは続かなかった。1955年（昭和30年）開業の船橋ヘルスセンターをはじめとした、各地の健康ランドでの巡業や、「福祉浪曲大会」などの地方部での浪曲大会、老人ホームの慰問などが主な活動範囲となる。民音や労音もこの頃は地区ごとに浪曲大会を開いている。浅草木馬館が改装し、1970年（昭和45年）5月上席からついに定席化し「木馬亭」として安定するまでは、東家浦太郎や、四代目天中軒雲月、木村若衛、松平国十郎の戦後四天王をはじめとした大家は引き続き健在だが、若手の将来性という点では苦境が続いた。
関西においても、初代京山幸枝若、冨士月の栄や戦後入門組の初代真山一郎、二代目春野百合子が「関西戦後四天王」として活躍したが、一足遅れで同じ状況になる。既に寄席はなくなり、昭和50年代の関西浪曲の中心として浪曲大会が開かれた道頓堀・朝日座は1984年（昭和59年）2月に閉鎖され、戦後長らく浪花節を舞台にのせていた道頓堀五座の最後の一つ、中座も1999年10月の「浪曲お別れ興行」をもって閉鎖された。
バブル崩壊後、少々復活の兆しが見えている。玉川福太郎の証言によれば、バブル崩壊後に浪曲師を志望する若者が急増し曲師が不足する事態になったという。

### 新時代
生活の中で三味線の音色が聴こえる環境がいつの間に消えていく中、聴き手である浪曲（や主題や世界観が共通する時代劇、演歌など）に馴染みのある世代的に最後の固まり（昭和30年代までに生まれ、ラジオ番組で馴染んだ世代、つまり概ね団塊の世代まで）の退場が間近に迫り、一人隆盛を保つ落語界に比べ、浪曲自体の将来が危ぶまれている。講談同様、浪曲においても徐々に女性が入門者の中心となる。関東では玉川福太郎から次の国本武春が入門するまで15年間、その後に続く男性浪曲師として玉川太福が福太郎に入門するまでも25年という長い空白期間があるなどのボトルネック状態があったがそこは脱している。
しかし、浪曲の未来を考える上で唯一の希望と呼ぶにふさわしい孤軍奮闘を見せていた国本武春が後年に脳出血を患い、その影響で2015年12月に急逝、武春イズムを受け継ぐ若手浪曲師達に正念場が訪れている。その中で頭一つ抜け出しているのが先述の玉川太福で、太福は従来の活動と並行して落語家の春風亭昇太の内輪となったことで落語芸術協会にも所属することとなり、新宿末廣亭などの落語の定席寄席への出演も増えたことで認知度が高まり、同じく芸協所属である講談師の六代目神田伯山と共に期待を集める存在となっている。太福にも2022年以降弟子が新たに複数入門しており、加入している芸協の定席寄席を中心に前座修行の場とするなど、さらに次代の浪曲師の育成にも並行して努める事になった。また、太福の芸協入会により、芸協に所属していない浪曲師も不定期ではあるが芸協の定席寄席（主に新宿末廣亭）へ顔付けされる機会も増えつつあったが、このうち玉川奈々福、三代目広沢菊春、国本はる乃の3名も太福に続いて2024年5月に落語芸術協会の正会員（色物芸人）として加入した。また落語協会の定席興行でも、2024年4月上席の鈴本演芸場昼の部（主任：十一代目金原亭馬生と金原亭小馬生の日替わり）に花渡家ちとせ（春日井梅光門下、日本浪曲協会参与）が出演するなど、落語を中心とした定席への進出も散見されるようになった。2025年1月には、太福が落語芸術協会の定席興行である新宿末廣亭・一月下席夜の部の主任を務め、盛況を集めた。東都の落語定席で浪曲師が主任を務めるのは、かつて芸協（日本芸術協会）所属であった二代目広沢菊春以来とされる。
一方、上方の浪曲界では2024年7月に二代目京山幸枝若が、重要無形文化財保持者（いわゆる「人間国宝」）に認定するよう、文化審議会から文部科学大臣に答申され、同年12月に認定された。浪曲師（浪曲語り）の分野では初の「人間国宝」認定となる。
また近年、浪曲界全体の課題となっている深刻な曲師不足に対する策として「iPad浪曲」を発案し、実演する動きもある。

## 声・節・タンカ

### 声
遠くまで伝わる大音（だいおん。響き渡る大きな声）が上とされ、必然的に胴声（どうごえ）＝白声（しらごえ）＝寂声（さびごえ）＝いわゆる塩辛声＝ダミ声＝しわがれ声で唸る事が浪曲であった。胴声は、ホーミーのように倍音豊かな発声を指す 。特徴的な声を作るために、喉から血が出るような修業を積んだという苦労談は多々出てくる。この特徴づける声には科学的根拠は現時点で無く、音声学からのアプローチが必要である。
旧来からの声が良い典型として寿々木米若や初代春日井梅鶯を挙げることができる。
が、マイクが発達して以降は、必須ではなくなり、小音（しょうおん。マイクなしでは寄席の後方まで届かないような小さな声）であってもその才能が生かされるようになる。木村若衛のように、上声（うわごえ）を使う事が主流となり、三門博のように、裏声を巧みに取り入れ特長にした者さえもいる 。これを活かした人に広沢虎造_(2代目)がいた。
また、広沢瓢右衛門のように自他共に認める悪声であっても、それ以外の部分を磨き続け、ブレイクすることもあった。かつては喉の酷使が祟り、舞台で使う声が出なくなり引退したり、残った啖呵のうまさを活用してまれに講談に転じる者もあった（例:一心亭辰雄、初代木村友衛）。
同じ演題、同じ台本であっても、素読みにするか、節をつけて歌うかなど浪曲師の演出次第（または、その日の声の出方、体調）で大きく変えることも可能である。
稽古として「声調べ」（こえしらべ）を行う。三味線の音色に無意味な歌詞を乗せて、浪曲の練習を行う。
〽何が何して何とやら
何から何までなにとやら
モノがモノしてモノとやら
モノからモノまでモノとやら

### 節（フシ）
（広義の）フシとは、日本における水泳のスタート前アナウンス、大相撲の呼び出しや行司の声のように、他の場所でも意識することなく使われているものである。
現在の浪曲では大別すると関西節、関東節、（中京節で）三つに分けられる。浪曲師の節、曲師の調弦の音高、曲師が繰り出すフレーズの基本形など、すべて異なる。
- 関西節が一番古く、浮かれ節と呼ばれた。低調子（または水調子）とも言う。ベンベンと低い。
- 関東節は、高調子ともいい、三味線の調子が「カンカンカン」と高く、哀切、悲壮感が漂う。三味線の手としては単純。
- （中京節は、関東節と関西節を上手くミックスした形。アクセントとしてよく利用される[246][247]。）

元来、浪曲のフシは独流のものであって、原則として師匠のフシは継承しない。よって「一人一節」というほど細かい節回しは異なる。各々が、他の浪曲師や民謡、伝統芸能から取り入れるなど、特徴的な「独自の基礎曲」と呼ぶべき節調（メリスマ）（小節、コブシである）を曲師と共に作り上げる。関東節、関西節はあくまで基本の節調（ふしちょう）、目安である。
代表的なところでは、佐渡おけさを採り入れ、哀調が特徴の名作「佐渡情話」を作り上げた米若節の寿々木米若、関東節 と中京節をミックスして虎造節を作り、当たり芸「清水次郎長伝」を演じた二代目広沢虎造、低調子が主流の関西節のなかで、高音でノリのよいテンポの幸枝若節を作り、「河内十人斬り」や「左甚五郎」を演じ、戦後の浪曲界を支えた初代京山幸枝若、中京節では、浪曲に新内節をミックス して三門節を作り「唄入り観音経」を演じた三門博が挙げられる。また、天才少年浪曲師初代天中軒雲月から女性浪曲師2代目天中軒雲月に引き継がれた、明るく平易な雲月節が、のちに数多くの女流浪曲師の節作りの土台となる。例外として関東節の二葉百合子がいる。
キッカケ、道中付け、うれい節、セメ節、浮かれ節、バラシなどについては、こちらを参照のこと。澤孝子公認ページ|浪曲語辞典（解説:大西信行）
大まかにいって、関西節は節を聞かせる事に主眼をおき、関東節はタンカを聞かせる傾向が強い。
経緯から、関東にも関西節の系譜を持つ一派がおり、現在は、関西には関西節のみ、関東には関東節と関西節がいる。東西で相互に特徴を取り入れることも徐々に進み、三波春夫によれば中京節が「現在の主流となって」おり、純関東節、純関西節といえる存在は現在は少ない。

### 啖呵（タンカ）
タンカとは、本来、畳み掛けるような言葉使いを指す。泣きは節主体、タンカが笑いの部分を主に扱う。
浪花ぶし的な主題も共通する「寅さん」など、実演販売でお馴染みの啖呵売（たんかばい）と同様の用法から、今は単に節のつかない部分を指す。全盛期には「ケレンはトリを取れない」と言われるなど、タンカ読み（タンカを得意とする者）は傍流扱いされた。ケレンは、浪曲においては歌舞伎用語とは違う意味を持ち、「滑稽」とほぼ同義である。
特に得意としたのは関西のケレン読みの浪曲師（東京に転じ落語の定席に出続けた「落語浪曲」の二代目広沢菊春、悪声であったが滑稽で晩年にブレイクした広沢瓢右衛門、歯切れの良く明るく時にボヤキ口調の入るケレンが魅力の京山幸枝若も含まれる）、古くは「節の奈良丸、啖呵の辰雄、声のいいのが雲右衛門」と並び称された一心亭辰雄（後に喉を痛めて講談に転出、服部伸と名乗る）、同じく江戸っ子で愛嬌のある小気味良い啖呵が大きな魅力であった二代目広沢虎造、江戸前のタンカと言えばもう一人、「灰神楽三太郎」の初代相模太郎が挙げられる。
衰退期に入ると、お涙頂戴より笑いの要素がより重視されるようになり、広沢瓢右衛門が明治の演題を引っさげブレイクした頃からひとつの潮流として明確になる。
特にタンカは落語や講談と共通点が多いが、浪曲は曲師が合いの手としてフレーズを挟み、印象は異なる。

### 浪曲の構成
一席一話完結（端物）から、好評の場合は話を膨らませて、何段にもわたる長いシリーズ物も作られた。時間にすると一席は30分位にまとめられている。しかしかつては、雲右衛門の舞台における一席1時間弱にわたる長講や、逆にSPレコードに吹き込むために3分ごとの細切れにまとめられたものも多数あり、融通無碍ゆえに演芸の中ではメディア対応が素早く、いち早いレコード吹き込みに重宝された。
現在は、寄席の連日出演が常態でない、ラジオでも単独浪曲師の番組がなくなって久しいなど、口演形態の変化により、物語のハイライト部分の抜き読みばかりになり、シリーズ物を通しで味わう「連続読み」を味わう機会は極端に少なくなっている。今でもおなじみの締めの台詞「ちょうど時間となりました」は、今日ではあまり聴けるものでは無くなった。
寄席や大会などの正式な場においては、まずマイクで演者の紹介があったのち、幕が開き浪曲師が登場する。あいさつがあった後に演題に入る。拍子木が鳴り、曲師が弾き出しを奏でる。
冒頭の部分はゲダイ（外題・解題・下題）付け、またはヒョウダイ（表題・標題）付けと呼ぶ。
客から期待を込め、声がかかることもある（待ってました！、たっぷり！、名調子！など）。

### 浪曲の衣装・舞台セット
舞台に上がる浪曲師は和服姿であり、正装として特に袴を多く用いる。
演じる時の舞台のセットはまず舞台の中央、浪曲師の後ろに金屏風を置く。その前に腰ぐらいの高さの小さめのテーブルを置き、演台とする。その上に、華やかな柄の特製のテーブルかけをかけてある。真後ろに背もたれの長い椅子があり、演者の多くは立ちながら演じている。
観客から見て右手の方に曲師が座っている。現在、曲師は定席など正式な舞台では衝立を挟んで観客から見えないようになっており、中では正面を向く浪曲師に横から正対して座っている。が「出弾き」と呼ぶ客前に出て弾くスタイルも少数だがある。
高座の座布団に座り語る「座り高座」（現在の文楽語りとほぼ同じスタイル）は、前身である芸能の「説経浄瑠璃」、「デロレン祭文」などから引き続き、雲右衛門以前には主流であった。雲右衛門により立ち演説スタイルが主流になった後にも、落語の定席が主な活躍の場であった広沢菊春など、現在に至るまで時おり見ることができる。

## 浪曲の代表的な演題（外題）
武芸物、出世物、任侠物（三尺物ともいう）、悲恋物、ケレン物（お笑い）など多種多様である。特に赤穂義士伝（忠臣蔵）ものは派生する人気の演題（外伝）が非常に多く、義士伝で一ジャンルを成している。大別すると、武士道を鼓舞するような内容の金襖物（きんぶすまもの）と、（広義の）世話物（せわもの）に分かれる。
講談（成立期から講釈ダネをフシ付けすることで大きく発展した）、落語、文芸作品、歌舞伎や浄瑠璃、ニュースなど題材は多様である。
文句、言葉も自分で作るのが本来の姿で、作詞の役割、作曲の役割、実演を兼ねる（フシ付け）。国友忠（河北省一が筆名）など。野口甫堂（東家楽浦の筆名）、鈴木啓之（三門博）、池上勇（広沢菊春）、小島美士五郎（広沢瓢右衛門）、阪口三夢（天龍三郎）の作・脚色のように他の浪曲師がネタを引き継ぐ場合もある。雲右衛門の頃からレコード会社により、原作として長谷川伸や行友李風、尾崎士郎、子母沢寛など。正岡容や、畑喜代司、本多哲、小菅一夫、萩原四朗、水野春三（水野草庵子）、秩父重剛、中川明徳、室町京之介、房前智光、木村学司、内山惣十郎、芝清之、大西信行、現在の芦川淳平、稲田和浩のように、浪曲台本を手がける作家もいる。
文芸浪曲は酒井雲や初代林伯猿が端緒で、菊池寛「恩讐の彼方に」や泉鏡花「滝の白糸」など文芸作品が浪曲化された。それまで欠けていると指摘され続けた藝術的な薫りを浪曲の世界に加えた。後の女流浪曲にその芸風は引き継がれている。
また、演目の東西交流は早くから進んでおり、関西の浪曲師が関東が舞台の演題をするケースが多いがその逆の演題もある。
※以下は浪曲で代表的とされる演目である。右の名はその作品で代表的な演者（または現在聞きやすい演者）。
このジャンル分けは便宜的なものである。出征して戦死し、靖国神社に祀られた息子への心情をうたった「親子物」で「戦争物」である「九段の母」など。
任侠物（三尺物）
- 清水次郎長伝シリーズ （森の石松三十石船がとりわけ人気を持った）- 二代目広沢虎造[275]
- 会津の小鉄シリーズ - 京山幸枝若
- 天保水滸伝シリーズ - 歴代玉川勝太郎が得意とし、お家芸とされる[276]。
- 国定忠治シリーズ（赤城の子守唄） - 春日井梅鴬[277]
- 青竜刀権次 - 初代相模太郎、玉川福太郎
- 河内十人斬り - 京山幸枝若
- 唄入り観音経 - 三門博[278]
- 野狐三次シリーズ [279]- 東家浦太郎の人気物

股旅物
- 中乗り新三 - 松平国十郎
- 瞼の母（番場の忠太郎） - 初代天光軒満月[281]
- 関の弥太ッぺ - 二代目京山幸枝若

白浪物
- 天保六花撰シリーズ（河内山宗俊） - 木村重友[282]、木村友衛[283]、木村若衛が得意とし、木村のお家芸とされた。

世話物（悲恋・スキャンダル）
- 佐渡情話 - 寿々木米若[284]
- 高橋お伝 - 小金井太郎[285]
- 唐人お吉（お吉物語） - 天津羽衣

出世物
- 太閤記 - 五月一朗
- 紀伊国屋文左衛門 - 梅中軒鶯童[286]
- 越後伝吉 - 初代東家浦太郎
- 水戸黄門漫遊記 - 日吉川秋水
- 桃中軒雲右衛門（晴れ晴れ雲） - 松平国十郎
- 英国密航 - 広沢瓢右衛門、国本武春

武芸物
- 黒田武士 - 浪花家辰造
- 寛永三馬術

お家騒動物（金襖物）
- 佐倉義民伝シリーズ - 四代目天中軒雲月

赤穂義士伝
- 刃傷松の廊下 - 真山一郎
- 神崎東下り
- 大高源吾 - 吉田奈良丸[287]
- 南部坂雪の別れ - 桃中軒雲右衛門[288]、東家楽燕[289]
- 俵星玄蕃 - 三波春夫
- 安兵衛婿入り
- 天野屋利兵衛 - 春日井梅鴬[290]、雲月嬢改め2代目天中軒雲月[291]
- 徂徠豆腐 - 広沢菊春

戦争物
- 召集令[注釈 81] - 京山若丸、初代天光軒満月、東家楽燕
- 乃木将軍伝シリーズ - 東家楽燕、初代天光軒満月[292]
- 杉野兵曹長の妻 - 二代目天中軒雲月[293]
- 肉弾三勇士[294][295][296]
- 大阪大空襲 - 冨士月の栄
- 玉砕硫黄島 - 初代京山幸枝若
- ひめゆりの塔 - 二葉百合子

親子物
- 九段の母 - 2代目天中軒雲月[297]
- 日本の母 - 真山一郎
- 岸壁の母 - 二葉百合子
- 深川裸祭り - 港家小柳
- 祐天吉松

相撲物
- 寛政力士伝シリーズ - 京山幸枝若

歌舞伎物
- 勧進帳 - 三代目吉田奈良丸
- 慶安太平記 - 木村重松[298][299]
- 幡随院長兵衛

浄瑠璃物
- 壺坂霊験記 - 浪花亭綾太郎[300][301]
- 豊竹呂昇 - 松平洋子[302]

滑稽物（ケレン、お笑い）
- 灰神楽三太郎 - 相模太郎[303]
- 左甚五郎シリーズ - 京山幸枝若
- 藪井玄以 - 日吉川秋水
- 浪花節じいさん - 玉川福太郎
- 陸奥間違い - 天龍三郎

落語物
- 紺屋高尾 - 初代篠田実[304]
- 安中草三郎シリーズ - 三代目鼈甲斎虎丸[305]
- 芝浜の皮財布 - 木村松太郎

怪談・怪奇物
- 番町皿屋敷 - 春野百合子

その他
- 姿三四郎シリーズ - 広沢菊春
- 銭形平次 - 国友忠
- 人生劇場 - 村田英雄

## 歌謡浪曲
歌謡浪曲とは、伴奏が三味線でなく洋楽器で、より歌うことを重視した、浪曲と歌謡曲の中間的形態である。浪曲のもともと持っていた自在性・融通性により生まれ、戦後の高度成長期に大きく膨らみ、主流となっていった。
先駆として、戦前に宮川松安が実演した洋楽器を使う楽浪曲の試みや、「浪謡曲」芙蓉軒麗花、洋楽器伴奏で演じた初代筑波武蔵など。戦中になると軍歌入りの浪曲となり、木村若衛の「歌謡浪曲」が放送局で企画放送される。戦後になると「歌謡節」を各人が創設する。
1957年（昭和32年）、当時若手浪曲師であった三波春夫や村田英雄は、奇しくも同年に、伴奏が洋楽器でより歌うことを重視した歌謡曲（のちに演歌）の世界へ転進、そのレパートリーとして歌謡浪曲を歌うようになる。
歌謡浪曲の定義は難しいが、浪曲の中に歌謡曲を一部取り込むものと、浪曲をオーケストラ伴奏で「歌う」（芸態は全く変わらないが歌謡曲に合わせてこの表現）ものをどちらも歌謡浪曲と呼ぶ。
ラジオ浪曲も全盛を過ぎ、小屋自体の数が減った寄席や同じく減った通常の巡業より、一流大家ばかりが競演することが売りの大会形式の興行が地方部でも増えてきた、そのごろを境に若手の修業する機会は急速に失われていく。スタンスの取り方はさまざまで、女流では天津羽衣や二葉百合子などの大きな流れ自体がほぼ歌謡浪曲そのものであった。浪花節は歌謡浪曲を通して現在の演歌に強い影響を与えた。
また男性では、関西の真山一郎一門が、浪曲界の中で「演歌浪曲」と称した歌謡浪曲を専ら演じているなど現在も、東西の高座で歌謡浪曲スタイルを披露する浪曲師はいる。

## 浪曲の周辺・影響
全盛期は芸能界（戦時体制で生まれた言葉である）の王様と評されたこともあり、その影響は広範囲に及ぶ。その様は一昔前のサブカルに例えられる。

### 河内音頭
河内音頭は浪曲と密接な関係を持つ。現在は関西の浪曲師の多数が音頭取りとして参加し、渾然一体となっている。河内音頭からの浪曲入りもある（例：2代目真山一郎）。その代表作として初代京山幸枝若の「河内音頭河内十人斬り」がある。毎年開催されている錦糸町河内音頭大盆踊りで、関東初お目見えとなる人もおり、貴重な機会となる。

### 節劇・映画のタナ読み
一人ではなく二人以上で一つの演目を分担して語る「掛け合い浪曲」は今でも口演される。役柄で割り振るなど、節劇の前駆形態とも目される。
節と語りで物語を回す浪花節の形式は、現在の歌舞伎・文楽における義太夫の形の代替のように使われ、剣劇と共に現在の大衆演劇のルーツの一つ、浪花節劇＝「節劇」が、長らく演じられていた。大舞台での名手としてコメディアンの堺駿二、玉川良一、芦屋雁之助がいる。特に盛んだったのは九州で、大歌舞伎の役者でも義太夫替わりに浪花節を使わなければ、客が納得しなかったという。地方回りの一座に、売れない浪曲師が帯同し上演された。最盛期は敗戦直前である。大衆演劇俳優、沢竜二の父は「桃中軒雲富士」という名で、浪曲師から大衆演劇に流れたのもその一例である。
派生して、浪花節を無声映画の活弁代わりに使う連鎖劇も生まれた。吉本興業が一時期推進した映画興行路線の中、「浪曲トーキー」を打ち出した。アメリカで有名になり、後に帰国した桃中軒浪右衛門（とうちゅうけん なみえもん）は、同様な弁士として活躍し、アメリカ市民権を取得し活動していた。映画「カポネ大いに泣く」の主人公は彼がモデルである。
これらは1957年（昭和32年）異色作の舞台「きりしとほろ上人伝」につながっていく。武智鉄二演出、浪曲（木村若衛、国友忠が幕毎に分担）が物語の進行、操り人形と役者が共演する舞台であった。同様の浪曲ミュージカルが民音制作でいくつか作られている。
日本映画で繰り返し映画化されてやまない素材が「忠臣蔵」と「清水次郎長」であったように、興行の点で共通する部分を持っていた浪花節は、トーキー初期から「節劇」のタナ読みの立場で「浪曲映画」も盛んで、「佐渡情話」（1934年公開）、「石松夢道中」（1940年公開）、虎造を出演させた「次郎長三国志」シリーズ（東宝版。1952年 - 公開）、「浪曲子守唄」（1966年公開）などがある。中で役者としても活躍した虎造は、浪曲の枠をも超えた最大級のスターだったのである。浪曲映画はこれ以外にもプログラムピクチャーとして数多く制作され（一例として、1960-1961年、自社製作の時代劇が黄金期の東映の第二番線として公開された第二東映のラインナップにも多く浪曲で馴染みの主題が見られる）、寿々木米若や二代目雲月（伊丹秀子）などが複数の映画に出演している。節劇は近年、日本浪曲協会のイベントで東家一太郎がかけている。

### 演歌
大正、昭和の流行歌、戦中の軍歌も基本は西洋音階のメジャー旋律を使った曲が多かった。それが、歌謡浪曲以降、和の旋律、マイナー音階が（流行歌→）歌謡曲に多く用いられるようになり、演歌につながる。三波春夫、村田英雄の2名（後に演歌の両巨頭）を始めとした若手の浪曲師達は浪曲界を去ったが、それぞれに浪曲を随時取り上げる。特に三波春夫は劇場閑散期である毎年8月歌舞伎座での座長公演を引き受け、20年連続公演をする。他に1984年（昭和59年）、木村友衛（二代目）の演歌レコード「浪花節だよ人生は」は、細川たかしや水前寺清子などと競作となり大ヒットをする。2009年（平成21年）には、股旅物を得意とする氷川きよしの「浪曲一代」がヒットした。また浪曲師が演歌歌手を兼任、レコードリリースする例は未だに多い。浪曲師とされる人に入門した演歌歌手としては、中村美律子などがいる。
他に浪曲の影響が明らかな中期以降、歌を変えた美空ひばり、畠山みどり、幼少期に浪曲と民謡のスパルタ訓練を行い独特のうなり節を売りにした都はるみ、影響を公言する例で八代亜紀がある。泣き節演歌の島倉千代子や水前寺清子まで浪花節の影響を指摘されている。

### レコード
浪曲のレコードは、浪花亭愛造以降大変多くの吹込みがあり日本でのレコード普及と軌を一にする。日本の高度成長期にあたる、浪曲の衰退期に入ると浪曲師でデビューをして人気者になってもレコード発売がされないことが増え（逆に言えばそれまで多くの浪曲師の録音がレコード化した
）、昭和40年代に関西でローオンレコード、昭和50年代に東京でベルボアレコードが設立され、独立レーベルとして活動をした。戦前から戦中のレコード初発状況は近代日本芸能年表・下に詳しい。

### 民謡
津軽三味線の小原節には浪曲「壺坂霊験記」を取り入れた演題がある。また安来節のアンコに浪曲を取り入れたのは、曲師の山本太一の存在が大きいという。
また、浪花節でテーブルかけが標準的になるほど流行した影響で、その後に全国的に流行した八木節、安来節、河内音頭、津軽三味線、逆輸入の形で山形県のデロレン祭文でもテーブルかけが作られた。

### ラジオの浪曲
ラジオでは1925年（大正14年）東京放送局 （JOAK）の開局3ヶ月後から出演、日本の軍国化に伴いその比重を増す。戦後、民放ラジオが続々発足すると、人気と効率（費用対効果）に目を付けたスポンサーの要請で、浪曲番組を大量に制作した。詳しくは歴史の節を参照のこと。また、レコード会社への専属契約に準じた、民放（ラジオ創世期）への専属制度が浪曲に限らず、演芸界全体、民放からNHKにまでも広がった。
朝日放送の「おはよう浪曲」は長い歴史を終えた。
ラジオの日本での放送開始直前から第二次世界大戦後の1952年までの（浪花節以外も含めた）各芸能の放送記録は、『日本近代芸能年表・下』p.74-147に詳しい。

### テレビと浪曲
NHKは、現在に至るまで継続的に本格浪曲を取り上げ続けている。
それ以外で本格的に浪曲を取り上げた番組の数は極めて少ない。近年では年2回、NHK初夏の浪曲大会（浪曲特選・夏）と冬のスタジオ録画（浪曲特選・冬）のがあるのみである。朝日放送の「おはよう浪曲」はテレビ版があったが終了している。過去には浅草木馬亭で収録が行われた二葉百合子、玉川良一司会の東京12チャンネル「涙の浪曲劇場」があった。それ以前には素人のど自慢として民放テレビ創成期のKRTテレビ（後のTBSテレビ）「浪曲天狗道場」や後にフジテレビ「テレビ浪曲道場」など。「浪曲は動きが無いからテレビ向きではない」との定評が立つ。

#### こども向け
こども向けに浪曲を親しませる機会としては、フジテレビ「ひらけ!ポンキッキ」にて、玉川カルテットが数え方をその芸風そのままに伝えた事がある。やや時をおいて2000年4月 - 9月、「アニメ浪曲紀行 清水次郎長伝」が毎日放送をキー局にして放映された。また、2001年に浪曲絵本として「ねぎぼうずのあさたろう」が発売された。国本武春が協力。長谷川伸を思わせる股旅物になっている。2008年にはアニメ化、テレビ朝日系列で放映された。近年ではNHK教育テレビ「にほんごであそぼ」のうなりやベベン役を国本武春が演じた。以上のように、国本武春が、浪曲の将来を考える中で、こども向けの活動を継続して重視したのは明らかで、後に続く者の登場が待たれる。

### 色物演芸とコント・バラエティ番組
色物演芸の世界では、浪曲の物まね（特に節まねと呼ぶ）の、古くは浮世亭信楽（うきよてい しがらき）、戦後期まで活躍した前田勝之助や隅田梅若（すみだ うめわか）（どちらもラジオ浪曲天狗道場の指南役を務めたことでも有名）、浮世亭雲心坊、他には浪曲修行の経験の有無に関わらず、よく舞台で演じられた。先駆として井口静波、虎造節を取り入れた「地球の上に朝がくる」のボーイズ川田義雄、「歌謡浪曲カルテット」とうたっていた玉川カルテット、既に名を成していた四代目宮川左近が結成した宮川左近ショー、浪曲漫才として（砂川捨丸などの音曲万才の系譜を色濃く受け継ぐ形で）転出した浪曲師はタイヘイトリオなど多数である。浪曲はテレビ番組の形式としては成功せず、しかしバラエティ番組としては「巨泉×前武ゲバゲバ90分!」の度肝を抜く「アッと驚くタメゴロー」、「オレたちひょうきん族」にてアダモステ（仇申亭 北）、鬼瓦権造が浪曲をモチーフに使い、テレビ史に印象を残している。

### 落語
3代目三遊亭圓歌の「浪曲社長」のように、逆に浪曲から落語に影響を与えた作品もある。浪曲を取り込む落語は時折見られ、田舎回りで訛りの酷い浪曲師を滑稽に取り上げた5代目古今亭志ん生の落語「夕立勘五郎」は当時の浪曲に対する悪印象を今に伝える。9代目入船亭扇橋は2代目広沢虎造に入門しようとした所から芸界履歴をスタートさせた。甚五郎物のネタは、講談から題材を採った2代目広沢菊春のよく演じた「落語浪曲」から、落語の3代目桂三木助のネタになった。立川談志は子供の時分から浪曲が好きだっただけでなく、実際に幾つかのネタは浪曲師から仕入れている。2代目快楽亭ブラックの代表作の一つ「英国密航」は広沢瓢右衛門の浪曲を落語化したものである。大阪では、笑福亭福笑の改作「浪曲ヤクザ」。近年でも三遊亭白鳥作「流れの豚次伝」シリーズ（任侠流山動物園）全10段は、2代目広沢虎造の「清水次郎長伝」からの影響を公言するなど、浪曲へのオマージュあふれた作品で、柳家喬太郎、柳家三三他も演じている。また春野恵子、瑞姫、玉川太福によりそれぞれフシ付け（浪曲化）され共有化している。既に講談化もされ、（落語経由ではあるが）浪曲的主題の講談への逆輸入という珍しい事態が起きている、とも言える。

### 漫画・コミックとの関わり
マンガ、「ONE PIECE（ワンピース）」は作者の尾田栄一郎が虎造の次郎長伝を聴きながら執筆していると言われ、作中にも影響が色濃い。
亡くなったさくらももこの「ちびまる子ちゃん」は当初、自伝的性格が色濃いマンガであった。作者が旧清水市出身ということで、祖父・友蔵の影響で主人公のまる子も浪曲・落語が好きである。
原爆をテーマにしたマンガとして有名なはだしのゲンは作者の好みで、作中浪曲がたびたび登場する（綾太郎、米若、虎造）。なお、広島市教育委員会がつくる学生向けの平和教材にも「はだしのゲン」で浪曲をうなるシーンのコマが引用されていたが、2024年に「ゲンが浪曲をうなるのは子どもには理解させるのが難しい」という理由でカットされている。

### その他
1979年（昭和54年）、田中小実昌が小説『浪曲師朝日丸の話』などで直木賞を受賞した。
「浪曲師を目指した」例は、演歌界の他にも植木等の父徹誠、アナウンサーの小島一慶など、未だに時折エピソードが披露されるほどある。
（日本における）シャンソンの女王として後世にも名を残す宝塚歌劇団出身の越路吹雪は、舞台で2代目広沢虎造の次郎長伝の節真似（森の石松）を披露したことをきっかけとして、注目を集めていくようになる。
寺山修司によるアングラ劇団「演劇実験室天井桟敷」の「見世物の復権」を謳った旗揚げは「浪花節による一幕 青森県のせむし男」である。1983年、寺山の没後にパルコ劇場で再演あり。美輪明宏・国本武春・木村勝千代出演。
国本武春の活動の両輪のもう一方である「三味線ロック」→「三味線弾き語り」がある。本人は亡くなったが、浪曲師の中には浪曲と他ジャンルを同時平行的に活動する者も現れ始めてきている。
また、労働者向けの音楽（演芸）の近さから、たびたび接近してきたブルースと浪曲は（川田義雄の「浪曲セントルイスブルース」、八代亜紀、国本武春、2代目京山幸枝若など）結局、今に至っている。
電気グルーヴの曲「浪曲インベダー」はこの世代の浪曲の受容ぶり（認知の際（きわ）で「よくわからない」けど、和風で演歌的なもの）を端的に表す。
ライブコマースは、2017年が日本における認知元年だが、ヒラキ_(芸能)と同様に投げ銭が行われる。
港家小ゆきは「クラシカ浪曲」として「ベートーヴェン一代記より　歓喜の歌」を語る等新機軸を打ち出し注目を集めている。
ちんどん屋から浪曲師となった港家小そめ、その独り立ちまでを追ったドキュメンタリー映画「絶唱浪曲ストーリー」が川上アチカ監督により撮影され、1時間51分の作品として完成、公開された。
北海道帯広市の地元浪曲愛好家による団体「帯広浪曲学校」（天狗連）は100年近い歴史を持ち、第二次世界大戦中も密かに開催が続けられてきた。毎年ホールで参加者による大会が催される。

## 主な浪曲師
大きな名前については、その名にあやかり芸を継承するために襲名する事（名跡化）がある。浪曲の名跡一覧も参照のこと。逆に本名（または本名の一部）を使用することもあった。新興芸能であった時期は他の演芸同様に、師弟関係は固定化されておらず、師匠を遍歴する者や、師匠無しの独立独歩の者もいた。また、曲師、裏方（マネージャーまたは「支配人」）との転出入の歴史的な多さ、戦後においての演歌・民謡歌手や色物演芸との比較的自由な行き来は特筆に値する。現在の浪曲師は落語のように徒弟制度が整い、3年以上の年季奉公、1年の御礼奉公が一般的である（江戸落語のような二つ目は現在はない）。節目として名披露目（年季明け）があり、一人前という扱いに変わる。
もともと浪花節は、他の演芸に比べても女性の進出が早く、成立前の江戸末期から曲師はもちろん既に女流もおり、明治・大正期には女流浪曲団がいくつも結成され巡業に出て好評を得ていた。そのような所から戦前期より、著名な初代春野百合子や冨士月子、二代目天中軒雲月、戦後期には天津羽衣や二葉百合子、二代目春野百合子が登場する。後に浪曲への入門者全体が減る中で女性に偏りだし、近年は講談と同様に現役浪曲師の男女比が逆転する状況になっている。
明治期より大相撲を真似た「浪曲師番付」が多数発行され配布された。地方巡業をする際に活用され、当時の位付けの一端は覗うことができる。
東西交流が多く、東・名・阪・九州の間で拠点を移す者は、他の演芸に比べても、（浪曲師・曲師ともに）古くから多い。
現役浪曲師については日本浪曲協会、浪曲親友協会の浪曲師一覧、または浪曲師一覧も参照のこと。

※五十音順

### 関東の浪曲師
- 東武蔵 - 寄席読みの名人。文化放送「浪曲学校」。二葉百合子の大師匠。落語の立川談志師がこよなく愛し、演芸選集にも登場する[391]。
- 東家浦太郎
  - 初代東家浦太郎
  - 二代目東家浦太郎（太田英夫改め）
- 東家三楽
  - 初代東家（東亭）三楽 - 東家派の祖。
  - 四代目東家三楽
- 東家楽浦 - 寄席打ちの名人。「木馬亭」を開いた功労者。
- 東家楽燕 - 雲右衛門に傾倒し東家ながら入門、関東における関西節の流れを作る。日本浪曲学校設立に関わる。
- 東家楽遊
  - 初代東家楽遊（後に悟楽斎三叟）実質的に東家派の創立者。
  - 二代目東家楽遊 - 新聞小説「勤皇美談小松嵐」を浪曲化、大ヒット。
- 天津羽衣
- イエス玉川:
- 一心亭辰雄（のちの服部伸）
- 梅原秀夫 - 鼈甲斎虎洲から本名に転じ、文芸浪曲・軍事浪曲で有名になる。のちに五代目鼈甲斎虎丸を襲名。
- 大木伸夫 - 歌謡浪曲。
- 鹿島秀月（かしま しゅうげつ）
  - 初代鹿島秀月[392] - NHK専属。
- 春日清鶴[393]（かすが せいかく）
- 春日井梅鶯
  - 初代春日井梅鴬- 全国的な人気を誇った。特に地方で根強い人気。
  - 二代目春日井梅鴬: - 初代の娘が引き継ぎ名乗った。
- 春日亭清吉 - 大正期の重鎮。
- 木村重友
  - 初代木村重友 - 木村派の雄。関東節。
- 木村重正（きむら しげまさ）
  - 初代木村重正 - 出鱈目な文句を愛敬で聴かせた。寄席打ち、さらには前身芸能を思わせる芸。「ピストル強盗清水の定吉」[394][395]。
- 木村重松
  - 初代木村重松 - 小繁時代の雲右衛門に入門、師の駆け落ち時に捨てられ後、重友と共に木村派の筆頭。「安倍川町の師匠」。広沢虎造が最初に入門志願。のちに二代目木村重勝。
  - 二代目木村重松
- 木村友衛
  - 初代木村友衛 - 木村派の大看板。関東節を関西九州まで広めた。
  - 二代目木村友衛: - 歌謡曲「浪花節だよ人生は」が大ヒットしたことで知られる。
- 木村松太郎
  - 初代木村松太郎 - 寄席打ちで多彩なネタ。芸界50年でいったん引退。が復帰、広沢瓢右衛門と二人会を開く。
- 木村若衛 - 戦後期の大看板。知能犯的な人物造型の「天保六花撰」。後に日本演芸家連合会長。
- 国友忠 - ラジオ浪曲「銭形平次」。中国残留婦人の帰国に尽力。
- 国本武春 - 伝統的浪曲と現代的にアレンジした独創的浪曲の二つをこなしテレビ出演も多数。浪曲の将来を背負って立つ立場であったが、これから本番という時期に亡くなる。
- 小金井太郎（こがねい たろう） - 二代目玉川勝太郎とともに玉川の両翼と呼ばれる[396]。
- 相模太郎
  - 初代相模太郎 - 関東のケレン読みの代表格。ラジオ「浪曲天狗道場」。
- 五月一朗 - ケレンで美声、ケレン読みでは珍しくトリを取って看板となる。
- 澤孝子 - 二代目広澤菊春に入門。後に澤孝子と改名。前日本浪曲協会会長。:
- 篠田実
  - 初代篠田実 - 「紺屋高尾」。
- 寿々木米若 - 新潟県出身。「佐渡情話」。新作派。
- 玉川勝太郎
  - 二代目玉川勝太郎 - 「利根の川風 袂に入れて」の名調子の「天保水滸伝」。
  - 三代目玉川勝太郎（福太郎改め）
- 玉川福太郎
  - 二代目玉川福太郎 - 今につながる多くの弟子を育て、次世代のリーダーとして期待されながら若くして亡くなる。
- 玉川奈々福 - 近年の浪曲を裏と表から支える存在[397]。
- 玉川太福 - 近年、若手の出世頭。
- 津田清美（つだ せいみ） - 満鉄社員から浪曲師に転進のインテリ。人物活写に定評。「タイショ」と合いの手を入れる「清美節」[398]。
  - 二代目天中軒雲月（雲月嬢改め） - 七色の声を生かし、戦争物の時流に乗る。伊丹秀子の名で戦後も活躍。
- 浪花亭愛造
  - 初代浪花亭愛造 - 桃中軒雲右衛門の初期の好敵手。浪曲界初のレコード吹き込み。早世。
- 浪花亭綾太郎 - 盲目の浪曲師。「妻は夫を労わりつ」で有名な「壷坂霊験記」。
- 浪花亭駒吉
  - 初代浪花亭駒吉 - 関東節の祖
- 浪花亭峰吉 - 駒吉の直門下。司法の勉強と弟子修業を両立。後に司法記者格で法廷取材。「泥棒士官」。
- 浪花家辰造
  - 三代目浪花家辰造 - 二丁三味線を用いた独特のフシ。
- 南條文若 - 三波春夫の浪界時代の名。日本浪曲学校出身。
- 林伯猿
  - 初代林伯猿 - 文芸浪曲。
- 二代目広沢菊春 - 落語浪曲で知られ、落語の寄席に出る。「徂徠豆腐」。
- 広沢虎造
  - 二代目広沢虎造 - 浪曲の代名詞「清水次郎長伝」で広く一世を風靡。浪曲の代名詞的存在。
- 二葉百合子 - 歌謡浪曲「岸壁の母」。関東節を多くの歌手に伝える。
- 三代目鼈甲斎虎丸 - 節使いが関東関西に大きな影響を与える。晩年は大阪に移る。
- 松平国十郎（一時、京極佳津照 きょうごくかづてる）
- 美弘舎東一（青木勝之助改め） - 玉川派の祖
- 吉川小福（よしかわこふく） - 自ら腹を切った女流浪曲師[399]。名前を改進軒女雲に改める[400]。

### 関西の浪曲師
- 岡本鶴治（おかもと かくじ）
- 岡本玉治（おかもと たまじ）-フラフラ節。相模太郎の芸風確立に多大な影響を与える。
- 京山恭安斎 （きょうやま きょうあんさい）- 成立期に活躍[401]。
  - 初代京山恭安斎[402]
  - 二代目京山恭安斎
- 京山幸枝
- 京山幸枝若
  - 初代京山幸枝若 - 「会津の小鉄」ほか侠客ものを明るいケレンで聴かせる。河内音頭も有名。
  - 二代目京山幸枝若: - 初代の実子。父譲りの芸。
- 京山小円 - 桃中軒雲右衛門、二代目吉田奈良丸と共に第1期浪曲黄金時代。
- 京山小円嬢 - 関西女流浪曲の三羽ガラスの一人。
  - 初代京山小円嬢
  - 二代目京山小円嬢
- 京山若丸 - 「新談(新作)読み」の自作自演で知られた。第1期浪曲黄金時代の一人。
- 松風軒栄楽 - 新作浪曲が得意で「乃木大将」や「青山殺人事件」。
- 天光軒満月 - 菊池寛の「父帰る」や「召集令」など「悲劇読み」の大家。
  - 三代目天光軒満月
- 天龍三郎 - 二代目広沢菊春の実弟。晩年は関西の重鎮として活躍。
- 筑波武蔵
  - 初代筑波武蔵
- 梅中軒鶯童- 師匠を持たず、自由奔放な「鶯童節」で関西の大看板になった。「紀伊国屋文左衛門」。
- 春野百合子
  - 二代目春野百合子 - 女流浪曲の大御所。「西鶴五人女」シリーズ。
- 日吉川秋斎 - ノリの良い秋斎節で「左甚五郎」「水戸黄門」。
- 日吉川秋水 - ケレン（お笑い）浪曲の第一人者。
  - 初代日吉川秋水
  - 2代目日吉川秋水
- 広沢菊春
  - 初代広沢菊春 - 2代目菊春、天龍三郎兄弟の父。
- 広沢駒蔵 - ケレン浪曲の中堅。「水戸黄門」「左甚五郎」。
- 広沢虎吉
  - 二代目広沢虎吉 - 浪花節親友派組合頭取。定席小屋「広沢館」を経営、隠居し「井上晴夢」。弟子に2代目広沢虎造他。
- 広沢瓢右衛門 - 売れ出したのが浪曲衰退期の昭和50年代、70歳を過ぎてからと言う異例の浪曲師。自他共に認める悪声。
- 冨士月子 - 東京で単身独立独歩の修行を経て、初代春野百合子と人気を二分。親友協会初の女流会長。
- 冨士月の栄 - 関西戦後四天王。
- 藤川友春 - 「弁慶新五郎」「柳生十兵衛旅日記」「難波戦記」「鍵屋騒動」「朝鮮軍記清正の苦心」「侠客小仏重三」「後藤又兵衛」などを口演。ハンセン病を押して高座に上がり続けるがついに下ろされ療養に入る。
- 芙蓉軒麗花（広沢香菊改め） - 戦前は姉の若菊と共に東京で女流浪曲団「初音会」の座員。戦後「ろうきょく炭坑節」のレコードが大ヒット。
- 松浦四郎若 - 関西の正統派。
- 真山一郎
  - 初代真山一郎 - 歌謡浪曲の雄。
  - 二代目真山一郎:
- 三原佐知子:
- 宮川左近
  - 四代目宮川左近 - のちに宮川左近ショーに転じ、一般的に名が知られる。
- 宮川松安（みやがわ しょうあん） （昭和39年没）- 放送に初めて乗った浪曲師。楽浪曲も。謹厳実直の堅物としてのエピソードが残る[403]。
- 吉田小奈良（よしだ こなら） - 二代目奈良丸の妹。明治から大正にかけての代表的女流浪曲師[404]。
- 吉田奈良丸 - 名門名跡。
  - 二代目吉田奈良丸 - 関西浪界（浪曲界）の重鎮。桃中軒雲右衛門のライバル。後に「吉田大和之丞」と改名。
  - 三代目吉田奈良丸

### 中京の浪曲師
中京の浪曲師、というより主に関東に進出していった中京節の一覧である。
- 末広亭清風 - 寄席「新宿末廣亭」の名前が残る。明治期の重鎮。
- 五代目天中軒雲月: - 四代目の弟子。女流。浪曲親友協会理事で2024年より日本浪曲協会会長。岐阜県出身、現在名古屋市在住。
- 鼈甲斎虎丸 - 中京節の第一人者。「安中草三」の連続読みは有名。五代まで続き、現在は継ぐ者がいない。
  - 初代鼈甲斎虎丸 - 東京に進出、同郷の人に寄席「虎丸亭」を作ってもらい、定着に成功。
  - 二代目鼈甲斎虎丸 - 後に鶴堂を名乗る。
- 三門博 - 東京へ出て、御門博から戦時の時節柄、改名。「唄入り観音経」が空前のヒット。
- 三河家梅車[405]（みかわや ばいしゃ）
- 三河家円車[406]（みかわや えんしゃ） - 「ドンドン節」が大流行。梅車の弟子。
- 港家小柳[407]（みなとや こりゅう） - 「深川裸祭り」が継承ネタ。5代目は2017年に没。東京の協会に属していた。
- 港家小柳丸 - 「寄席打ちの名人」。「亀甲組」など任侠物を得意としていた。3代目は中京浪曲協会会長[408]。

### 九州の浪曲師
九州出身で九州色が強い大看板の浪曲師の一覧になる。切り節、祭文と呼ばれていた土壌があり、雲右衛門の後（美当一調の後）に九州出身の浪曲師は多い。
中京地区と同じく、彼らは関西や関東に更なる活躍の場を求めて移っていった。地回りの浪曲師が九州には特に多く、興浪会結成の基盤にもなった。
（* 美当一調）
- 京山華千代 - 義姉の初代春野百合子とともに九州出身。戦前は大阪、戦後は東京で活躍。
- 桃中軒牛右衛門（宮崎滔天） - 人気が先立ち、浪花節としてはうまいものではなかったという定評が残っている。
- 桃中軒雲右衛門
  - 初代桃中軒雲右衛門 - 浪曲界の中興の祖。
- 初代天光軒満月 - 九州で長年巡業していたが、大阪天満・国光席に出て、そこから大看板となる。哀調が特徴。
- 天中軒雲月
  - 初代天中軒雲月 - 天才少年浪曲師
  - 四代目天中軒雲月 - 初代の弟子。男性的な芸風。
- 天中軒雲衛 - のちの敏腕興行師永田貞雄。天下一のハッタリとそれを納得させてしまう内容を両立させ、名を轟かす。愛国浪曲から戦後の浪曲界に深く関わっている。力道山の日本プロレスも。
- 酒井雲 - 文芸浪曲を始める。村田英雄の師匠であった。熊本→岐阜在
- 酒井雲坊 - 村田英雄の浪曲師時代の芸名。出身地・九州で人気を博した。後に古賀政男にスカウトされ歌謡界へ。
- 五月一秀 - 五月一朗門下。入門後いったん九州に戻り、40年近く経ってから浪曲界に復帰。現在九州在住の唯一のプロ浪曲師。

## 浪曲師の所属団体
- 日本浪曲協会
- 浪曲親友協会

関東と関西を代表する上記2団体のほか、過去には（興浪会→）西日本浪曲会が福岡にあった。また、戦時総動員体制の中、統合される形の団体「日本浪曲会」が敗戦までの1年間存在した。戦後は中京浪曲協会が名古屋に存在した。

## ニセ浪曲師
浪曲という分野自体の衰え、情報環境の飛躍的発展と共に、ニセ浪曲師の存在も風化してきているが、渾然一体として浪花節語り/浪曲師としての正統性がさほど重要でなかった時代は天狗連や無名な浪曲師が、有名な浪曲師から名前を拝借し、「ニセ浪曲師」として巡業して回ることが度々見られた。
例として村田英雄（少年酒井雲と無断で名乗った時期がある）。
真鍋によれば、「キク・ヨム・マネル」というゆるやかな連結の実践の中で、素人が大量に生み出され、プロ裸足のセミ・プロが「回路」として生み出されていった（民放史にも残る浪曲天狗道場はこういった土壌の元に生まれた番組、プレ・カラオケと呼べる）。
「東三光」を名乗るなど、松平国十郎は名前に拘り続けた。他にニセ物騒動があった大木伸夫。五月一朗が談話で「春日丼梅鶯」と変名を名乗った話をしている。
観客の受容史としては、後（戦後）の西部劇の速撃ちガンマンとして「来日」・実演したケニー・ダンカン、やプロレス、ビートたけしが言及し、未だ記憶に残る「エノケソ」（エノケンの偽物）に通底する。

## 寄席

### 現在
- 木馬亭（東京都台東区浅草二丁目7番5号）
- 一心寺門前浪曲寄席（大阪府大阪市天王寺区逢坂二丁目）※常設ではあるが、開演は月3日間(毎月上旬の土日月曜)のみ。
  - このほか東京では落語芸術協会の定席興行への出演や、日本浪曲協会として永谷商事所有のお江戸上野広小路亭・お江戸日本橋亭で定期的に興行が行われる。また上方では天満天神繁昌亭や神戸新開地・喜楽館の定席興行に色物として顔付けされることがある。

### 過去の主要な寄席（浪曲定席中心）
- 京山亭 - 四谷の山本亭を京山大教が買い取り改名。(M39山本亭）
- 虎丸亭 - 初代虎丸東京進出のために同郷の人間が作る。小菅一夫に拠れば、浅草猿若町。
- 神田・錦輝館 - 貸席。日本の映画史に登場する。浪花節初の合同演芸会の会場
- 大ろじ - 東京日本橋・葦屋町。大円朝も出た大店。明治30年頃は浪花節を多く出す。
- 都川亭 - 本所区外手町（現・墨田区石原）
- 市場亭 - 東京神田美土代町3-1。またの名を「本市場」。席主・奥津万吉。関西（から進出）派の拠点。愛進舎から神田組へ。凱旋後の雲右衛門が買収・改装した後、神田「入道館」[422]→雲の没後三代目鼈甲斎虎丸の手に渡り「民衆座」。定員は700人、寄席としては巨大レベル。(M39)(T15)（現在ベルサール神田の角の位置）
- 新恵比寿亭 - 東京浅草ちんや横丁[423]。明治24年築。浪花亭駒吉を中心とする関東派の拠点。午前10時から夜11時まで、毎日営業。1人持ち時間40分。共盛会から浅草組へ。席数257[424]。席主・中沢源之助。大正3年まで営業を確認[425]。
- 伊皿子亭 - 東京・芝。関西組の拠点の一つ。芝区伊皿子40。後に「万盛館」。
- 栄寿亭 - 芝烏森 愛造『美声絃入り講談』の看板(M39)
- 東京亭 - 日本橋南伝馬町34。愛造が変調を来たした場所（漫語）
- 天満・国光席本席（くにみつせき） - 明治16年に浮かれ節の定席としてできた天満天神裏・吉川館が改称[426]。原惣兵衛。定員400人[427]。第二次大戦の空襲で焼けた。
- 松島・広沢館 - 広沢虎吉（井上晴夢）が経営しチェーン化した。220席[427]。吉本に買収される。
- 千日前・愛進亭（または愛進館） - 大阪市内各地に第一（南千日前、200席）から第四まである寄席チェーンであった。持ち主は井谷亀之助。終戦前は初代日吉川秋水の弟の南条一が館主[427]。1910年（明治43年）10月に娘義太夫の大阪における一番の定席、播重席を買収し第五愛進亭と改名するが、引き続き娘義太夫を興行[428]。その後曲折があり[429][430]、昭和4年の「入場料調査」では浪花節でカウントされ[431]、そのころ浪花節定席に変わる[432]。
- 喜楽席 - 堺市。広沢瓢右衛門の初舞台の席。
- 寿亭 - 横浜・伊勢佐木町。関外伊勢佐木町方面を縄張りとする沢野巳之助が経営。
- 二山亭-青山通り（現246）沿い(M39)
- 廣川亭 - 深川・冨吉町(M39)
- 浪花館 - 深川・富川町(M39)(T15)
- 桜館 - 深川・黒江町(M39)(T15)
- 広尾亭 - 麻布・広尾(M39)(T15)
- 福槌 - 麻布・宮下町(M39)(T15)
- 喜扇亭 - 日本橋人形町。
- 浦安亭 - 千葉県南葛飾郡浦安町（現：浦安市）堀江185番地。許可番号1号。明治43年。間口5間、奥行8間、定員350名。[433]山本周五郎の『青べか物語』にある浦粕亭のモデル[434]。漁師町。客の気性が荒いことで名が知られ[435]、近所にある先んじてあったが無許可の「堀川亭」→間もなく焼けて、1910年建て替えた「演技館」（定員600名）と共に、浪曲に限らずデロレン祭文、落語なども行われた。昭和40年取り壊し[436]。
- 花岩亭 - 本所・緑町(M3)(T15)終戦まで。
- 金車亭 - 東京浅草。一流が集う講釈場だったが昭和11年暮、浪花節席に変わった。浅草1-40-5[437]。
- 住吉亭 - 南條文若（後の三波春夫）デビューの場[438]。
- 栗友亭 - 南千住コツ通り。戦後、ラジオ東京「浪曲天狗道場」ヒットの時期に浪曲定席として開けるが時期は短い。

### 例
浪花節または浪花節的の使用例
1. ↑  「SF作品も本質は意外に浪花節なのではないかと思いました」。プロダクション・アイジー石川光久社長インタビュー『日経MJ』2017年1月4日。
2. ↑  しかし、熊本県立大学理事長の五百旗頭（いおきべ）真（近代日本政治外交史）は昭和天皇の考え方を「浪花節」と例える。「退位させるのは責任があったからであり、責任があった私人となれば戦犯のナンバーワンとして引き出される」と話す。木戸の「封印」は当然だった。『毎日新聞』東京朝刊2017年1月5日3頁「考・皇室：憲法と歩む／7」。
3. ↑  「音楽、主人公たちが歩く街の情景、浪花節的に片づいたりしない人間関係。さまざまな場面に独特の乾いたにおいがふっと漂う」。『読売新聞』東京夕刊2017年1月27日11頁［映画］破門 ふたりのヤクビョーガミ＝松竹ほか 味のある「迷コンビ」。